# Либиш, Теодор
Вильгельм Густав Теодор Либиш (нем. Theodor Liebisch; 29 апреля 1852, Бреслау — 9 февраля 1922, Берлин) — немецкий минералог и кристаллограф, педагог, доктор философии (1874), профессор минералогии Гёттингенского университета. Член Гёттингенской, Туринской и Прусской академий наук.

## Биография
В 1874 году в университете Бреслау защитил докторскую диссертацию о магматитах в валунах ледникового периода, происходящих из Скандинавии. Работал ассистентом Герхарда фон Рата в Боннском университете.
В 1875 году работал куратором Минералогического музея Берлинского университета, в 1878 году стал читать лекции по минералогии. В 1880 году — профессор в университете Бреслау, в 1883 году в университете Грайфсвальда и в 1884 году в Кенигсбергском университете.
В 1887 году был назначен профессором в университете Гёттингена, где какое-то время его ассистентом был Арнольд Зоммерфельд. Работал в тесном контакте с физиками, что, в частности, стало результатом его исследований принципов симметрии для кристаллографической классификации минералов.
В 1891 году в Лейпциге вышла его книга «Физическая кристаллография». Он также изучал химическую кристаллизацию минералов (на смесях хлоридов и металлов).
С 1885 года издавал, совместно с профессорами Кокеном и М. Бауером, «Neues Jahrbuch für Mineralogie, Geologie und Palaeontologie». В 1908 году назначен профессором Берлинского университета. В течение 35 лет был соредактором «Нового Минералогического ежегодника».
Автор работ, посвященных главным образом вопросам теоретической кристаллографии, кристаллооптики, а также описаниям многих новых приборов. Известностью пользуются его «Geometrische Krystallographie» (1881); «Physikalische Krystallographie» (1891); «Grundriss der physikalischen Krystallographie» (1896).
Двойник Либиша, двойное кристаллическое образование, назван в его честь.